# Seckbacher Ried
Das Seckbacher Ried ist ein etwa sieben Hektar umfassendes Naturschutzgebiet in Frankfurt am Main-Seckbach. Das Feuchtgebiet mit Weichholzauenwald ist der verlandete Rest eines Altarmes des Mains, dessen Prallhang der angrenzende Berger Rücken bildete. Es ist seit 1937 als Naturschutzgebiet ausgewiesen. Zuvor war es eine offene Weidenlandschaft. Zusammen mit angrenzenden Flächen ist es seit 2008 als FFH-Gebiet ausgewiesen. Regelmäßige fachkundige Führungen bietet die Naturschutzgruppe Seckbach im BUND an.

## Charakteristik
Seinen Namen erhielt das auf 98,5 Metern über NN liegende Ried durch die örtliche Nähe zu dem Frankfurter Stadtteil Seckbach. Der Mühlbach, ein in 135 Metern über NN entstehender Zusammenfluss mehrerer auf dem Lohrberg in Seckbach entspringender Quellen, mündet nach etwa einem Kilometer überwiegend verrohrtem Bachlauf in das Seckbacher Ried und sorgt dort für die nötige Feuchte des Areals. Der Ortsname Seckbach (Seckibah) bedeutet Sickerwasser. Er gründet sich auf die Entstehung der am Lohrberg entspringenden Quellen.
Der aus Bischofsheim kommende Bachlauf des Riedgrabens wird auf Frankfurter Gemarkung Entengraben oder Entenbach genannt. Er durchfließt das Seckbacher Ried, bevor er bei der Hallgartenschule am Bornheimer Hang im Stadtteil Bornheim kanalisiert und in den Weiher des Ostparks geleitet wird.
Nach Norden hin geht das Ried in zahlreiche Kleingärten über. Im Süden grenzt es an das Gewerbegebiet der Seckbacher Niederung.
Eine Besonderheit des Seckbacher Rieds ist der seit seiner Ausweisung als Naturschutzgebiet natürlich entstandene Wald aus Silberweiden (Salix alba). Sehr alte Kopfweiden stehen im Bereich des Voltenseeweges. Röhrichte und Feuchtwiesen bieten hier Lebensraum für den Kammmolch (Triturus cristatus), den Eremiten oder Juchtenkäfer (Osmoderma eremita) und die Bauchige Windelschnecke (Vertigo moulinsiana).
Jeweils im Februar sammelt die Naturschutzgruppe Seckbach im BUND Abfälle auf, die von wenig naturliebenden Mitbürgern über die Zäune entsorgt worden sind. Im Sommer ist das Ried nahezu undurchdringlich und demzufolge schwer einzusehen.

## Geschichte
Seit den 1940er Jahren wurde etwa die Hälfte des Gebietes nicht mehr gemäht. Dadurch erhielt die Natur eine Chance, sich dieses Gebiet zurückzuerobern. Im Verlauf eines nächtlichen Bombenangriffs auf den Nordosten Frankfurts bei den Luftangriffen auf Frankfurt am Main am 13. Mai 1941 erhielt das Seckbacher Ried Bombentreffer. Dabei entstand, so die beim Institut für Stadtgeschichte dokumentierten polizeilichen Aufzeichnungen, geringer Flurschaden.
1983 zog die Stadt Frankfurt die Notbremse, als das Seckbacher Ried immer weiter austrocknete. Der Mühlbach wurde eingeleitet. Durch den Neubau des Betriebshofes Ost der Verkehrsgesellschaft Frankfurt (VGF) erfolgte um die Wende vom 20. zum 21. Jahrhundert ein erheblicher Eingriff in das Seckbacher Ried und den Erlenbruch.
Von 1997 bis August 2008 wurden die übrigen Tal-Fettwiesen während der Sommermonate von Zebu-Rindern beweidet, die aus dem Kaukasus stammten. Die Zwergzebus sind zierlich gebaut und konnten mit ihren besonders zarten Hufen die empfindlichen feuchten Wiesenflächen nicht zerstören. Zugleich haben sie die Flächen auf kostengünstige Weise gepflegt. Von einer errichteten Beobachtungsplattform aus war die Herde zeitweise zu sehen. Ebenfalls zu beobachten sind Bussarde (Buteoninae), Spechte (Picidae), Buchfinken (Fringilla coelebs) und viele andere Tiere.
Das Hessische Ministerium für Umwelt, ländlichen Raum und Verbraucherschutz in Wiesbaden hat 2004 bei der EU beantragt, das Seckbacher Ried zusammen mit angrenzenden Flächen von insgesamt 13 Hektar als Fauna-Flora-Habitat (FFH) einzutragen, 2008 wurde die Verordnung veröffentlicht.

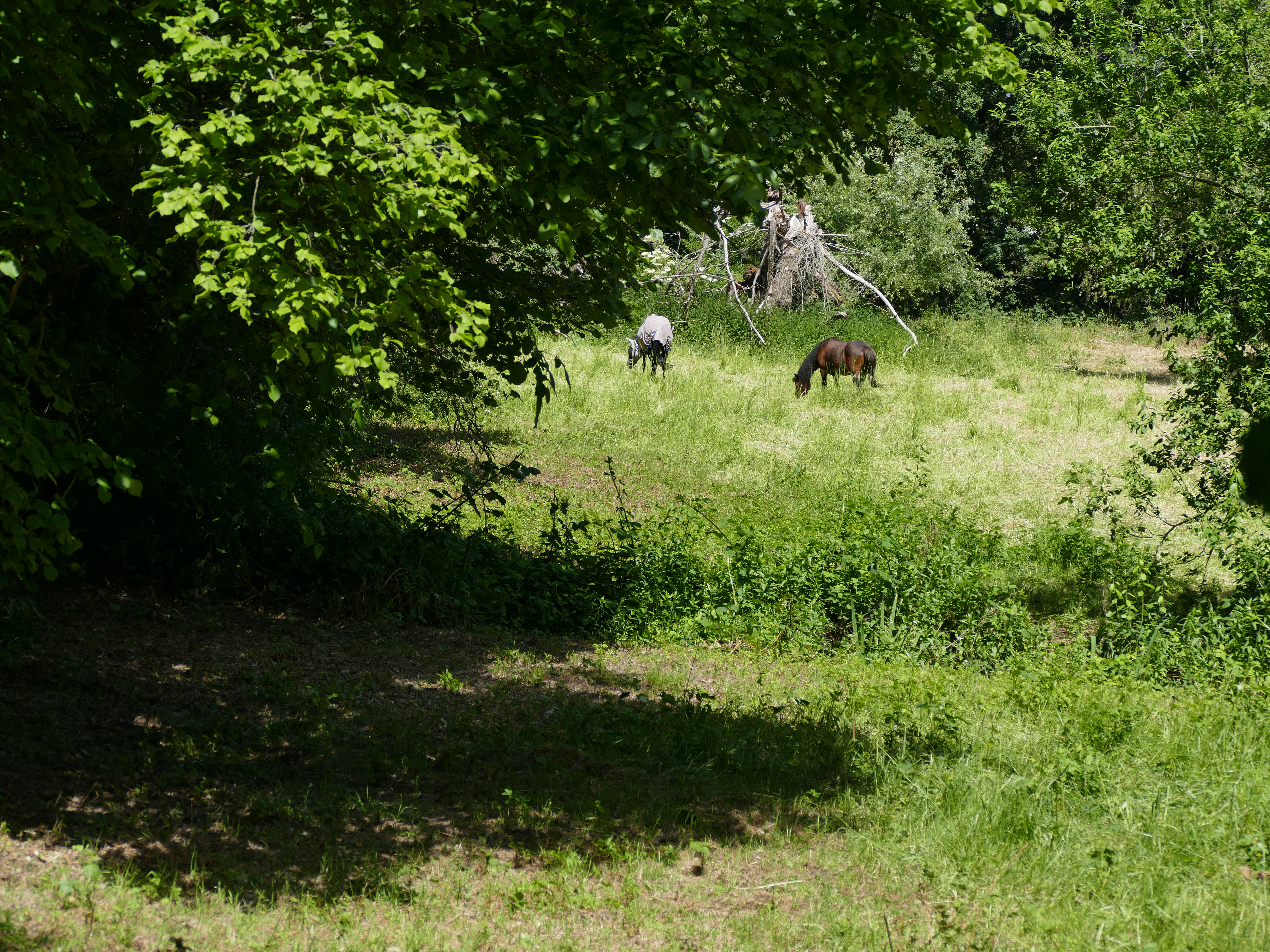
Seckbacher Ried, Pferde im Ried

## Galerie

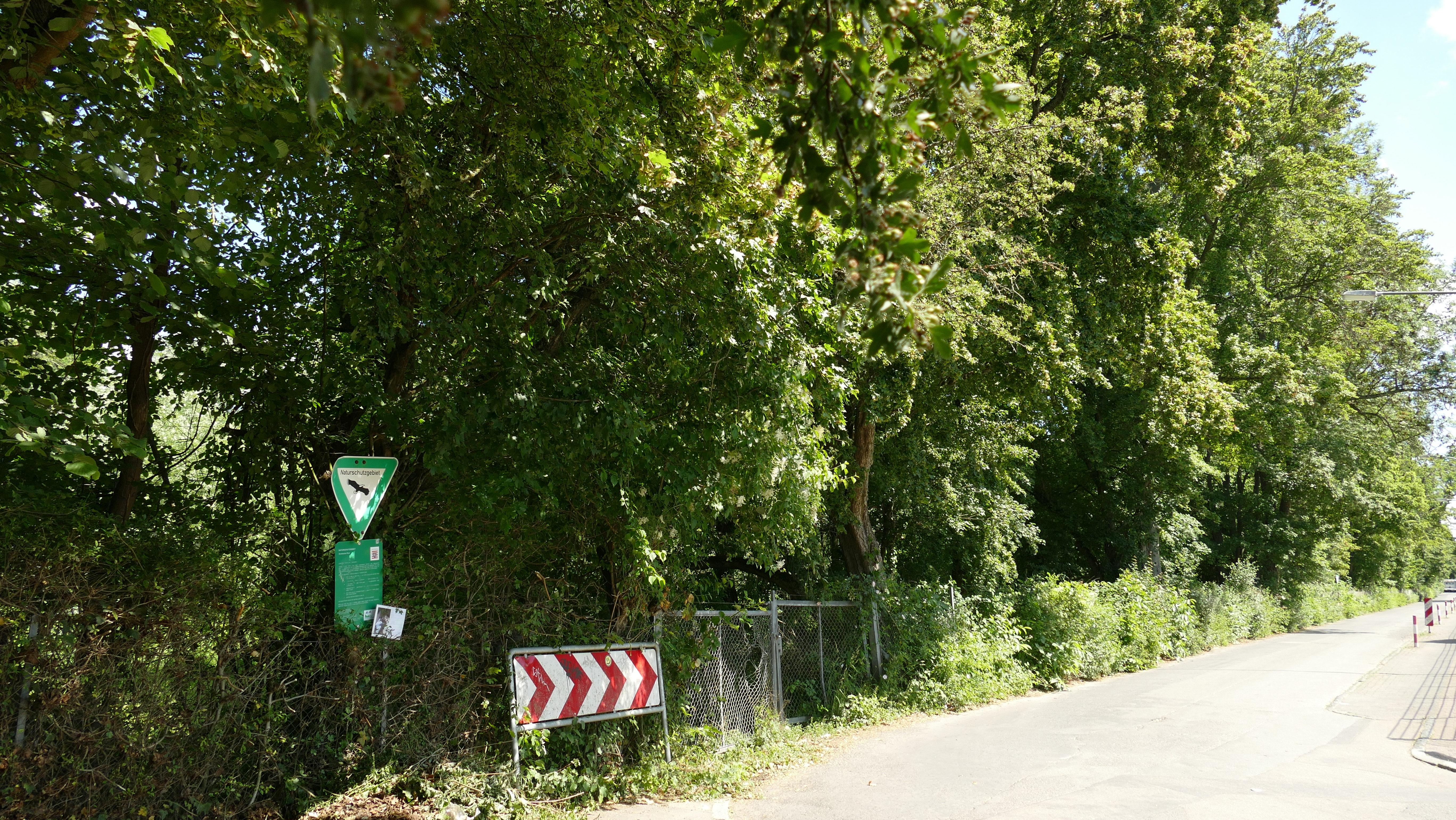
Seckbacher Ried Südseite
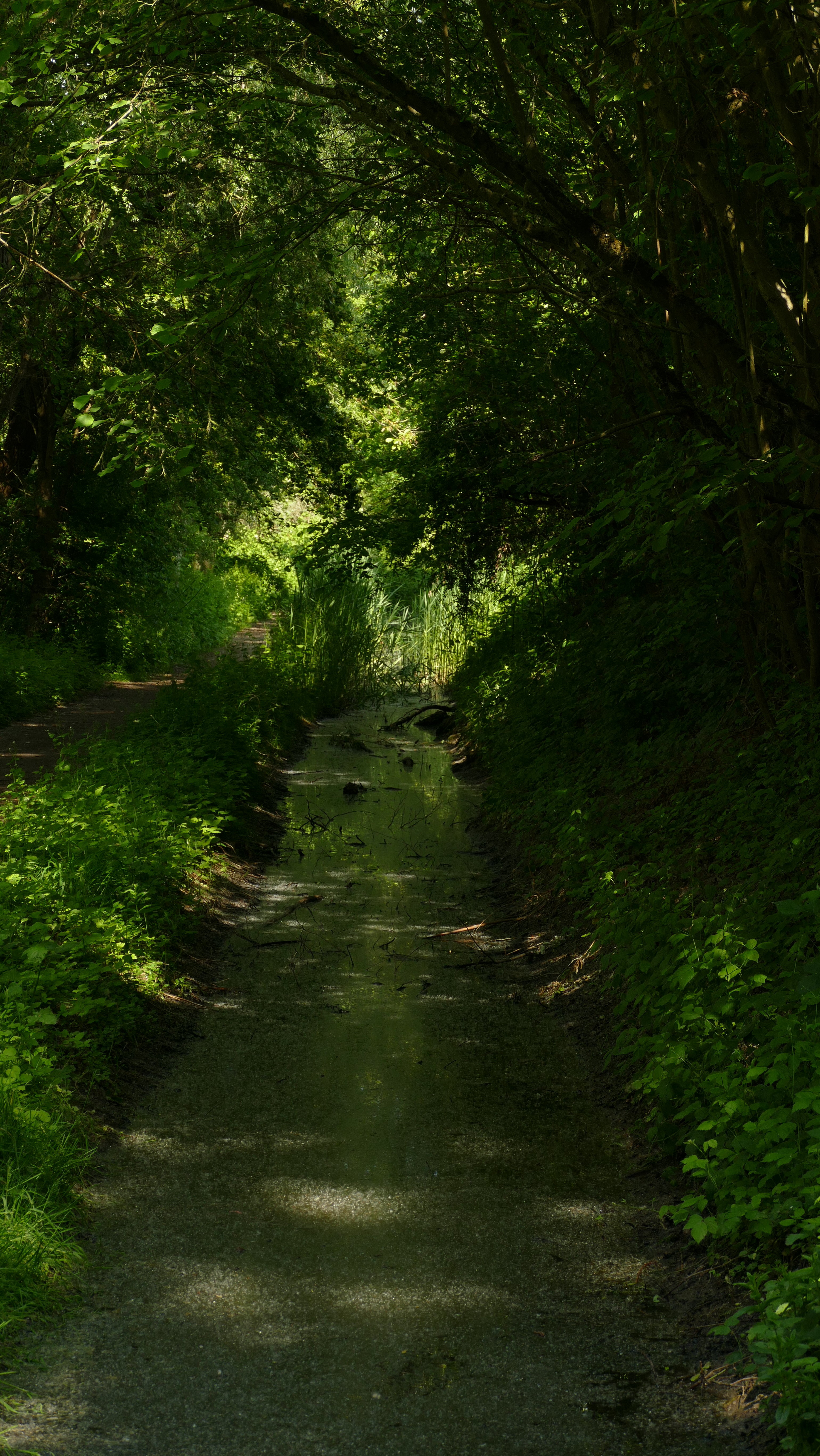
Riedgraben am Seckbacher Ried

## Verkehrsanbindung
Mit dem öffentlichen Personennahverkehr (ÖPNV) ist das Seckbacher Ried über die Endstation Leonhardsgasse der RMV-Buslinie 44 zu erreichen. Die Anfahrt mit dem Auto ist möglich, wird jedoch nicht empfohlen.